# David Norman
David McDonald Norman Jr.  (Glasgow, Escocia, 6 de mayo de 1962) es un exfutbolista escocés nacionalizado canadiense. Jugó como centrocampista. 

## Selección nacional
Ha sido internacional con la Selección de fútbol de Canadá, disputó 51 partidos internacionales y marcó un gol, y participó en la Copa Mundial de Fútbol de 1986, siendo la primera participación y única de su país, jugó los tres partidos de la fase de grupos. También disputó por el seleccionado canadiense en el torneo de los Juegos Olímpicos de Los Ángeles de 1984. 
Norman, junto a otros tres futbolistas de la selección, estuvieron involucrados en una serie de arreglo de partidos en la Copa Merlion en Singapur, esto ocurrió meses después del Mundial de 1986. Finalmente fueron suspendidos.

### Participaciones en Juegos Olímpicos
| Torneo                   | Sede        | Resultado        |
| ------------------------ | ----------- | ---------------- |
| Juegos Olímpicos de 1984 | Los Ángeles | Cuartos de final |

### Participaciones en Copas del Mundo
| Mundial                        | Sede   | Resultado    |
| ------------------------------ | ------ | ------------ |
| Copa Mundial de Fútbol de 1986 | México | Primera fase |

## Clubes
| Club                         | País           | Año       |
| ---------------------------- | -------------- | --------- |
| Vancouver Whitecaps          | Canadá         | 1981-1984 |
| University College Dublin    | Irlanda        | 1980-1982 |
| Vancouver Whitecaps (indoor) | Canadá         | 1983-1984 |
| Tacoma Stars (indoor)        | Estados Unidos | 1985-1987 |
| Winnipeg Fury                | Canadá         | 1987      |
| Vancouver 86ers              | Canadá         | 1991−1996 |